# Христичь
Христичь (рум. Hristici) — село в Молдові у Сороцькому районі. Входить до складу комуни, центром якої є село Голошниця.

## Люди
В селі народився Лозан Міна Миколайович (нар. 1929) — молдавський радянський зоолог.